# 98.ª edición de los Premios Óscar
La 98.ª edición de los Premios Óscar, organizada por la Academia de Artes y Ciencias Cinematográficas, honrará a las mejores películas estrenadas en 2025. La ceremonia se llevará a cabo el 15 de marzo de 2026 en el Dolby Theatre de Hollywood, Los Ángeles, California, y será transmitida en vivo en Estados Unidos por el canal ABC. Durante el evento se entregarán los Premios de la Academia, conocidos popularmente como los Óscar, en 24 categorías. Será producida por Raj Kapoor y Katy Mullan, con Hamish Hamilton como director. El comediante Conan O'Brien regresará como anfitrión de la ceremonia por segundo año consecutivo.
Por primera vez en la historia de los Premios Óscar, se entregará el premio a mejor casting.

## Programa
| Fecha                   | Evento                               |
| ----------------------- | ------------------------------------ |
| 16 de noviembre de 2025 | Premios de los gobernadores          |
| 8 de diciembre de 2025  | Inicia la votación preliminar        |
| 12 de diciembre de 2025 | Finaliza la votación preliminar      |
| 16 de diciembre de 2025 | Anuncio de las Shortlists            |
| 12 de enero de 2026     | Inicia la votación de nominaciones   |
| 16 de enero de 2026     | Finaliza la votación de nominaciones |
| 22 de enero de 2026     | Anuncio de los nominados             |
| 10 de febrero de 2026   | Almuerzo de los nominados            |
| 26 de febrero de 2026   | Inicia la votación final             |
| 5 de marzo de 2026      | Finaliza la votación final           |
| 15 de marzo de 2026     | 98.ª edición de los Premios Óscar    |
| 28 de abril de 2026     | Premios científicos y técnicos       |

## Nominados y ganadores

### Premios
Indica el ganador dentro de cada categoría, mostrado al principio y resaltado en negritas. A continuación se listan los nominados y ganadores del Óscar:
| Mejor película                | Mejor director                |
|                               |                               |
| Mejor actor                   | Mejor actriz                  |
|                               |                               |
| Mejor actor de reparto        | Mejor actriz de reparto       |
|                               |                               |
| Mejor guion original          | Mejor guion adaptado          |
|                               |                               |
| Mejor película internacional  | Mejor película animada        |
|                               |                               |
| Mejor largometraje documental | Mejor cortometraje documental |
|                               |                               |
| Mejor cortometraje            | Mejor cortometraje animado    |
|                               |                               |
| Mejor banda sonora original   | Mejor canción original        |
|                               |                               |
| Mejor sonido                  | Mejor montaje                 |
|                               |                               |
| Mejor fotografía              | Mejor diseño de producción    |
|                               |                               |
| Mejor diseño de vestuario     | Mejor maquillaje y peluquería |
|                               |                               |
| Mejores efectos visuales      | Mejor casting                 |
|                               |                               |

### Películas con múltiples nominaciones y premios
| Película | Nominaciones |
| -------- | ------------ |
|          |              |

| Película | Premios |
| -------- | ------- |
|          |         |

### Premios de los gobernadores
El 16 de noviembre de 2024, la Academia celebrará la 16.ª ceremonia anual de los Premios de los gobernadores, la cual se llevará a cabo en el Ray Dolby Ballroom del Ovation Hollywood, Hollywood, Los Ángeles, California. Durante la ceremonia, los siguientes premios serán entregados:

#### Óscar honorífico
Véase también: Óscar honorífico
- Debbie Allen
- Tom Cruise
- Wynn Thomas

#### Premio Humanitario Jean Hersholt
Véase también: Premio Humanitario Jean Hersholt
- Dolly Parton

## Óscarshortlists
En una fecha por anunciar, se anunciarán las shortlists (votación preliminar) pertenecientes a diez categorías generales.
- Los títulos resaltados con un ‡ y en negrilla serán seleccionados en el grupo de cinco nominados.